# Eggerkapelle

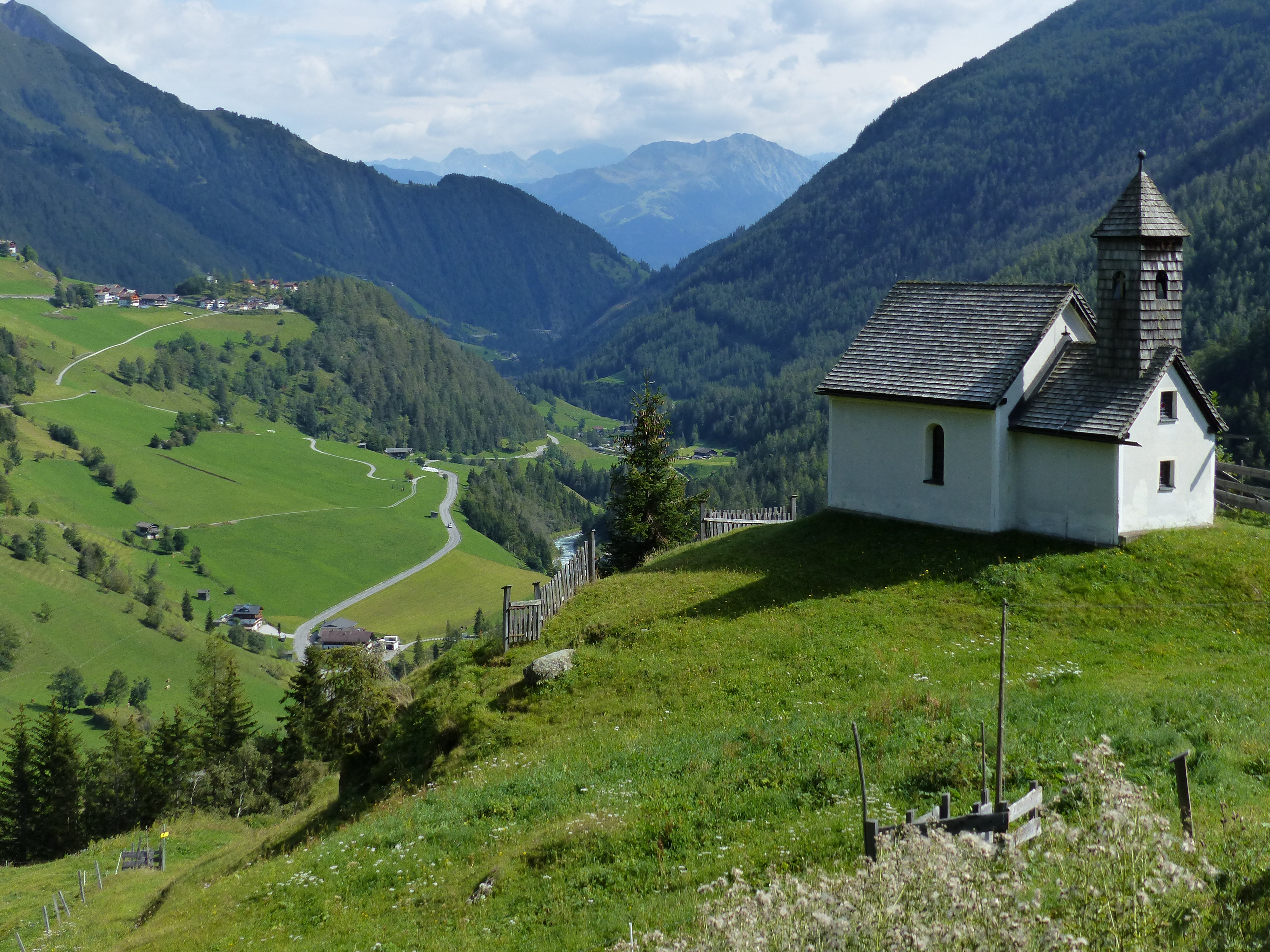
Die Eggerkapelle über Hinterbichl mit Blick nach Osten u. a. nach Bichl (links)

Die Eggerkapelle oder Kapelle Maria vom guten Rate ist eine römisch-katholische Kapelle in der Gemeinde Prägraten am Großvenediger. Der Sakralbau wurde 1886 neben dem Groderhof errichtet und steht unter Denkmalschutz (Listeneintrag).

## Lage
Die Kapelle befindet sich östlich des Groderhofs, der sich wiederum westlich der Fraktion Hinterbichl befindet. Der aus zwei Gebäuden und der Kapelle bestehende Groderhof liegt auf einem Felshügel hoch über der Isel nordwestlich der Hofstelle Hinterglanz und nordöstlich der Streusiedlung Forstlehen.

## Bauwerk
Die Kapelle wurde 1886 von Kassian Groder errichtet und drei Jahre später geweiht. 1993 erfolgte eine Restaurierung der Kapelle.
Die Eggerkapelle verfügt über einen rechteckigen Grundriss, einen polygonalen Chor und ein steiles, schindelgedecktes Satteldach. Erst nach der Errichtung der Kapelle wurde an der Westseite ein Vorbau angebaut, der einen nahezu quadratischen Grundriss besitzt und von einem Satteldach mit mächtigem, verschindelten Dachreiter dominiert wird. Der Dachreiter besitzt rundbogige Schallöffnungen, ein Zeltdach und ist von Kugel und Hahn bekrönt. Die Außenmauern sowie die Chorschrägen sind von jeweils einem Rundbogenfenster durchbrochen, in der Giebelwand der Vorhalle befinden sich hingegen zwei übereinanderliegende Rechteckfenster.
Im Inneren der Kapelle befindet sich ein Tonnengewölbe über profiliertem Gesims, das 1893 von Josef Weiskopf mit einem Deckengemälde ausgestattet wurde. Es zeigt im Hauptraum die Flucht nach Ägypten flankiert von zwei Blumengirlanden und zwei Ovalgemälden, die den heiligen Florian und den heiligen Nikolaus zeigen. In der Apsis finden sich im Deckenspiegel vier Kartuschen mit den Evangelisten und die heilige Dreifaltigkeit, an der Eingangswand befinden sich zudem zwei Flammenvasen und eine Inschriftenkartusche, die folgende Inschrift beherbergt:

„Da man / zälte 1886 hat Kaßian / Groder mit seinen Hausleu=/ten diese Kapelle erbauen / lassen. / Zu lob und Ehr der allerselig=/sten Jungfrau und geben=/nedeuten Gotesmutter / MARIA.“

Der hölzerne Altar mit Marmorfassung aus dem Beginn des 19. Jahrhunderts zeigt als Altarbild Maria vor der Immerwährenden Hilfe (Maria Schnee) und im Auszug den heiligen Petrus. Des Weiteren befinden sich auf dem Altar Figuren des heiligen Laurentius und des Johannes Nepomuk aus der zweiten Hälfte des 19. Jahrhunderts. Der Kreuzweg aus der zweiten Hälfte des 19. Jahrhunderts besteht aus kolorierten Drucken.